# 삶의 한가운데
《삶의 한가운데》(또는 생의 한가운데)는 독일의 대표 여성 작가 루이제 린저(Luise Rinser, 1911년 4월 30일 ~ 2002년 3월 17일)가 1950년에 발표한 장편소설로 원문 제목은 《Mitte Des Lebens》이다. 여주인공 니나를 사랑하는 남주인공 슈타인의 이루지 못한 사랑을 담은 작품이다. 독일에서만 100만 부 이상이 팔릴 정도로 당시 제2차 세계대전 이후 허무주의에 빠져있던 유럽 젊은이들을 여주인공 니나의 삶을 통해 열광시키며 선풍적인 인기를 끌었던 소설이다.

## 줄거리
이 소설은 크게 여 주인공 니나를 사랑하는 슈타인의 일기와 편지, 니나와 언니의 며칠간의 만남과 대화로 이루어져있다. 니나는 10대 후반에 자신보다 스무 살 많은 슈타인을 만나게 되고, 그녀를 열렬히 사랑하는 슈타인의 구애를 받지만 거절한다. 슈타인은 그녀가 평범하고 안정적인 삶을 거부하고 어린 소녀에서 여인이 되어 가는 과정을 계속 지켜본다. 그는 그녀와 다른 남자와의 결혼, 아버지가 다른 두 아이의 임신, 반나치즘 투쟁으로 인한 투옥, 자살 기도 등 격정적인 자세로 삶의 한가운데 서서 주도적으로 살아가려는, 그러나 절망과 고통 속에 자신의 인생을 가차없이 던져버리는 이 여인을 고통 속에서 바라본다.

## 주요 등장 인물
- 니나 부슈만

스스로의 삶을 가차없이 절망과 고통 속에 던져지기는 주저하지 않는 삶에 대해 당당하고 모험적인 자세를 갖는 생명력을 가진 여성. 저자인 루이제 린저의 분신으로 해석되기도 하는 이 인물은, 전부를 잃더라도 수동적인 삶을 살기보다 자신의 욕망에 충실하고 충동과 격정 속에 삶을 주체적으로 살아가려는 인물이다.
- 슈타인

니나보다 스무 살 연상의 의사이자 대학교수이다. 18년 동안 니나만을 사랑하며 어린 소녀였던 니나가 여인으로 성장하는 모든 순간을 지켜본다. 그녀가 타락해 가는 과정을 고통 속에서 바라보며 그 속에서 참된 삶의 의미를 깨닫게 된다.

## 참고 문헌
- 루이제 린저, 박찬일 옮김, 삶의 한가운데, 민음사, 1999, p.374-390.